# Самошин, Андрей Анатольевич
Андрей Анатольевич Самошин (р. 18 ноября 1966 года) — депутат Государственной Думы четвёртого созыва. Глава муниципального образования «Ленинский район» Тульской области. Депутат тульской областной Думы.

## Биография
Служил в воздушно-десантных войсках, участвовал в войне в Афганистане. Имеет государственные награды — медали «За боевые заслуги» (1987) и «За отвагу» (1988). В 1994 году, окончил СМСХА имени К. А. Тимирязева. По специальности агроном по выращиванию лекарственных и эфиро-масличных культур.
С 1997 по 2003 г. был главой администрации Ленинского района Тульской области. В 1996—2000 — депутат Тульской областной думы.
Участвовал в губернаторских выборах в Тульской области в апреле 2001 года. В первом туре занял второе место с 21% голосов, уступив действующему главе региона Василию Стародубцеву. Вскоре после Самошин объявил о своём снятии с голосования во втором туре. Его примеру последовали другие кандидаты — Виктор Соколовский и Андрей Брежнев. Тем не менее, областная избирательная комиссия постановила провести второй тур голосования по кандидатурам Стародубцева и Соколовского.
В 2003 избрался депутатом Государственной Думы четвёртого созыва по Щёкинскому одномандатному округу № 177, опередив коммунистку Елену Драпеко и единоросса Александра Яшина. Входил в думский комитет по бюджету и налогам. Был членом фракции «Единая Россия», оставаясь беспартийным. Весной 2007 года перешёл во фракцию «Справедливая Россия» и возглавил московское городское отделение одноимённой партии. В Государственную Думу пятого созыва не прошёл.
В 2006 году окончил с отличием Российскую академию государственной службы при президенте РФ по специальности юриспруденция.
22 марта 2013 года назначен на должность советника-наставника правительства Тульской области. Назначен приказом от заместителя губернатора Тульской области – начальника главного управления государственной службы и кадров аппарата правительства Тульской области.